# Octacnemus ingolfi
Octacnemus ingolfi är en sjöpungsart som beskrevs av Madsen 1947. Octacnemus ingolfi ingår i släktet Octacnemus och familjen Octacnemidae. Inga underarter finns listade i Catalogue of Life.